# 피부이식

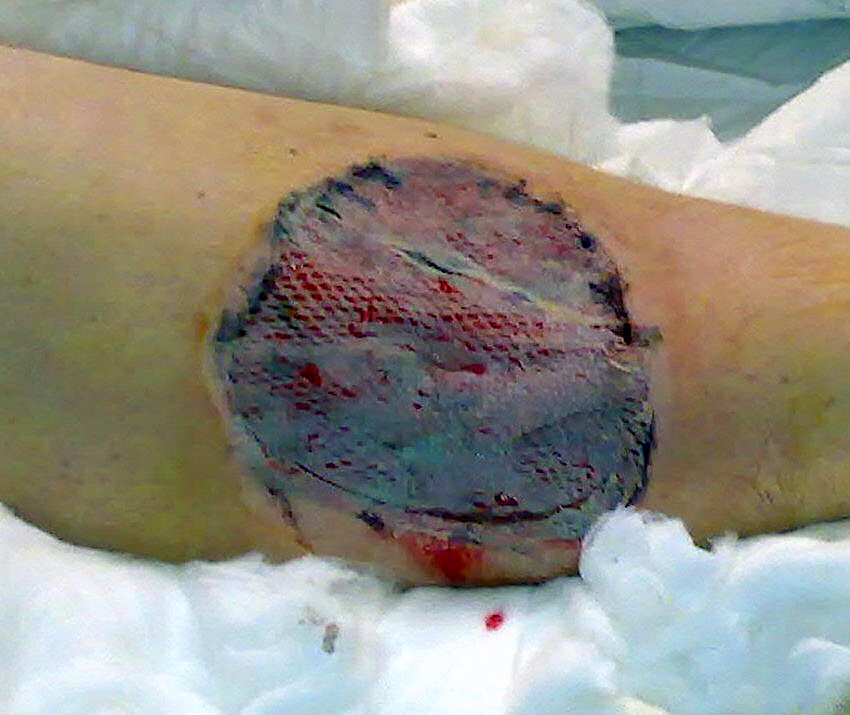

피부이식(skin grafting)은 피부의 장기 이식이다.
외상이나 화상, 감염되어 손실되었거나 치료를 위해 제거해야하는 피부를 대체하기 위해 행해질 수 있다.

## 종류
자가이식, 일란성쌍둥이간 이식, 동종 이식, 이종 이식, 인공피부이식으로 나눌 수 있다.

## 같이 보기
- 조직공학